# Puchar Mitropa (szachy)
Puchar Mitropa – drużynowe rozgrywki szachowe, organizowane od 1976 roku.

## Historia
Pierwszy, nieoficjalny Puchar Mitropa został rozegrany w Wiedniu w 1953 roku jako rywalizacja miast. Tamte rozgrywki wygrał Belgrad, w składzie którego znajdowali się GM Petar Trifunović oraz IM Borislav Milić. Pierwsza oficjalna edycja odbyła się w 1976 roku w Innsbrucku i była rozgrywana systemem pucharowym. Od 1977 roku turniej rozgrywany jest systemem kołowym. W 2002 roku po raz pierwszy odbyły się zawody kobiet.

## Charakterystyka
Turniej jest przeznaczony dla drużyn europejskich. W grupie open występuje czterech graczy plus jeden rezerwowy, zaś w grupie kobiet – dwie szachistki plus jedna rezerwowa

## Zwycięzcy
Źródło: olimpbase.org
| Rok  | Gospodarz       | Open       | Kobiety        |
| ---- | --------------- | ---------- | -------------- |
| 1976 | Austria         | RFN        | nie rozgrywano |
| 1977 | RFN             | Austria    | nie rozgrywano |
| 1978 | Włochy          | Jugosławia | nie rozgrywano |
| 1979 | Szwajcaria      | Jugosławia | nie rozgrywano |
| 1980 | Jugosławia      | RFN        | nie rozgrywano |
| 1981 | Luksemburg      | Jugosławia | nie rozgrywano |
| 1982 | Francja         | Francja    | nie rozgrywano |
| 1983 | Austria         | Jugosławia | nie rozgrywano |
| 1984 | RFN             | RFN        | nie rozgrywano |
| 1985 | Jugosławia      | Jugosławia | nie rozgrywano |
| 1987 | Szwajcaria      | RFN        | nie rozgrywano |
| 1988 | Włochy          | Jugosławia | nie rozgrywano |
| 1990 | Austria         | RFN        | nie rozgrywano |
| 1991 | Czechosłowacja  | Jugosławia | nie rozgrywano |
| 1993 | Niemcy          | Węgry      | nie rozgrywano |
| 1995 | Węgry           | Węgry      | nie rozgrywano |
| 1997 | Włochy          | Słowenia   | nie rozgrywano |
| 1998 | Słowenia        | Chorwacja  | nie rozgrywano |
| 1999 | Szwajcaria      | Węgry      | nie rozgrywano |
| 2000 | Francja         | Francja    | nie rozgrywano |
| 2002 | Włochy · Niemcy | Słowenia   | Słowenia       |
| 2003 | Chorwacja       | Niemcy     | nie rozgrywano |
| 2004 | Słowacja        | Chorwacja  | nie rozgrywano |
| 2005 | Austria         | Słowenia   | Słowenia       |
| 2006 | Czechy          | Węgry      | Słowenia       |
| 2007 | Węgry           | Francja    | Węgry I        |
| 2008 | Włochy          | Chorwacja  | Włochy         |
| 2009 | Słowenia        | Chorwacja  | Słowenia I     |
| 2010 | Szwajcaria      | Włochy     | Włochy         |
| 2011 | Francja         | Niemcy     | Włochy         |
| 2012 | Chorwacja       | Węgry      | Niemcy         |
| 2013 | Niemcy          | Chorwacja  | Słowacja       |
| 2014 | Słowacja        | Węgry      | Włochy         |
| 2015 | Austria         | Austria    | Węgry          |
| 2016 | Czechy          | Czechy A   | Niemcy         |
| 2017 | Węgry           | Chorwacja  | Węgry          |
| 2018 | Włochy          | Włochy     | Niemcy         |
| 2019 | Słowenia        | Węgry      | Chorwacja      |